# Búrfell (Hafnarfjörður)
Der Vulkan Búrfell upp af Hafnarfirði (Búrfell oberhalb von Hafnarfjörður) – auch Búrfell (Kjós) –  liegt, wie die isländische Bezeichnung sagt, oberhalb der Stadt Hafnarfjörður im Südwesten von Island. Er erreicht eine Höhe von 180 m.

## Lage
Der Krater aus dem Holozän liegt 7,5 km in Richtung Ost-Südost von der Stadt Hafnarfjörður entfernt.

## Geologie

### Krater und Lavafelder
Es handelt sich um einen Krater, der zu dem aktiven Vulkansystem Krýsuvík gehört. Er brach zuletzt vor 7.200 Jahren aus. Bei dem vor allem effusiven Ausbruch wurden beträchtliche Mengen von Olivinbasaltlava produziert. Diese strömten bis ins Meer in die Fjorde Hafnarfjörður und Skerjafjörður, wobei sie ein Gebiet von 18 km² zwischen Hafnarfjörður und Garðabær bedecken. Ein großer Teil der heutigen Stadt Hafnarfjörður steht auf diesen Laven.
Die Lavafelder tragen verschiedene Namen wie Gálgahraun (bei Álftanes, weil da zur Zeit des Pietismus im 17. und 18. Jahrhundert ein Galgen stand), Hafnarfjarðahraun, Gráhelluhraun usw., werden jedoch alle zusammen wegen des gemeinsamen Ursprungs Búrfellshraun genannt.

### Búrfellsgjá
Ein besonders langer Lavakanal von 3,5 km liegt inzwischen als kleine Schlucht namens Búrfellsgjá offen da und führt vom Krater in einem Bogen hinunter ins Tal. Er steht gemeinsam mit dem Krater unter Naturschutz.

### Gräben und Abschiebungen
Das Gebiet ist durchzogen von zahlreichen Abschiebungen und Verwerfungen, das heißt durch die Kontinentaldrift bedingten Spalten. Diese bilden insgesamt einen langgezogenen Grabenbruch, der sich durch einen Großteil Südwestislands zieht, nämlich von Krýsuvík bis zum Úlfarsfell. Ein Teil der Búrfellsgjá liegt in diesem Grabenbruch.

## Wandern am Búrfell
Auf den Berg und durch die Schlucht führt ein Wanderweg.
Man fährt dabei an Vífilsstaðir vorbei und in die Heiðmörk, wo bei Hjallaendi ein Wanderparkplatz zu finden ist. Von dort aus ist der gut sichtbare etwa 5 km lange Wanderweg ausgeschildert. Im unteren Teil in der Búrfellsgjá ist er auch breit ausgebaut, später wird er zum Pfad.
Auf dem Weg durch die Schlucht kommt man unter anderem an einem alten vermauerten Schafspferch, einem rétt vorbei. Bei diesem befindet sich ein kleiner Brunnen, was die Anlage erklärt. Wasser ist auf der Nordseite der Reykjaneshalbinsel nämlich im Allgemeinen nur in der Tiefe zu finden, die oberen Gesteinsschichten sind sehr wasserdurchlässig.

## Windpark geplant
Der staatliche Energieversorger Landsvirk und der deutsche Hersteller Enercon für Windkraftanlagen schließen einen Vertrag für den ersten großen Windpark in Island. Der Windpark wird auf einem Areal von 17 Quadratkilometern in Búrfell (Hafnarfjörður) gebaut. Der Windpark soll bei Fertigstellung eine Gesamtleistung von 120 MW haben. Der Baubeginn soll im zweiten Quartal 2026 erfolgen.